# Hibiscus burtonii
Hibiscus burtonii är en malvaväxtart som beskrevs av Frederick Manson Bailey. Hibiscus burtonii ingår i Hibiskussläktet som ingår i familjen malvaväxter. Inga underarter finns listade i Catalogue of Life.